# Frederik Henrik Stuckenberg
Frederik Henrik Stuckenberg (født 17. april 1832 i København, død 4. maj 1899 i Lyngby) var en dansk fængselsmand. Han var far til Viggo Stuckenberg.
Frederik Stuckenberg blev student i 1851 og exam.jur. i 1859.
Han virkede i forskellige stillinger for i 1859 at bliver lærer ved Vridsløselille Fængsel.
I 1872 skiftede han til en stilling som fattigforstander i København og mellem 1885 og 1899 var han forvalter ved Vestre Hospital.
Frederik Stuckenberg begyndte udgivelsen af tidsskriftet Nordisk Tidsskrift for Fængselsvæsen og øvrige penitentiære institutioner i 1878.